# Antonina Estkowska
Antonina Eleonora Matylda Eugenia Estkowska z d. Fenrych (ur. 20 października 1825 w Silnej, zm. 9 maja lub 10 maja 1913 w Poznaniu – polska pedagożka, dyrektorka szkoły żeńskiej w Poznaniu i internatu żeńskiego w Miłosławiu.

## Praca zawodowa
Była córką Atanazego i Antoniny z Echastów Fenrychów. Kształciła się w szkole sióstr urszulanek we Wrocławiu. Tam zdała egzamin na nauczycielkę jako jedna z pierwszych absolwentek. Początkowo pracowała jako nauczycielka domowa.
Była członkinią Towarzystwa Kolonii Wakacyjnych i Stacyi Sanitarnej „Stella” w Poznaniu.

### Szkoła żeńska w Poznaniu
W 1857 (albo w 1859) Antonina Estkowska przejęła szkołę żeńską założoną w Poznaniu w 1850 przez Bronisławę Zagrodzką. Egzamin na przełożoną szkoły Estkowska zdała po 1856. Szkołę prowadziła przy Placu Świętokrzyskim, zwanym też ul. św. Piotra 5 (dziś ul. B. Krysiewicza). W 1862 Estkowska otworzyła w Miłosławiu internat dla panien kształcących się w jej szkole.
Do 1887 językiem wykładowym w szkole Estkowskiej był język polski. Po 1900, mimo rządowych zakazów, tajnie uczono w niej historii i literatury polskiej, wychowywano dziewczęta w duchu patriotycznym i chrześcijańskim. Nauka na pensji Estkowskiej trwała 5 lat. W szkole pracowali m.in.: polonistki Maria Radziejewska i Józefa Siemiątkowska, polonista Ludwik Rzepecki, historyk Józef Chociszewski, matematyk Józef Beil, ks. prof. Chotkowski, przyrodnik Karol Szymański, fizyk Józef Kusztelan. Estkowska uczyła historii Polski. Była ceniona jako pedagożka. Została zapamiętana jako osoba pracowita i wymagająca, tego samego uczyła wychowanki. Duży nacisk kładła na naukę robótek ręcznych (dzierganie, szycie strojów, haft biały, haft cienki itp.) oraz na grę na instrumentach muzycznych (głównie na fortepianie). Zimą w każdą niedzielę urządzano potańcówkę. Uroczyście obchodzono imieniny dyrektorki szkoły. Na akademię zapraszano rodziców. Nagradzano wówczas najlepsze uczennice.
Naukę prowadzono na wysokim poziomie, dzięki czemu placówka cieszyła się dobrą opinią. Absolwentkami szkoły były m.in. Helena Rzepecka, Aniela Tułodziecka i wiele innych poznańskich panien. W szkole uczyły się głównie Polki z zamożnych rodzin. W roku szkolnym 1885/1886 w szkole nauki pobierało 136 panien (129 Polek, 6 Niemek katoliczek i jedna Żydówka). W ostatnim roku funkcjonowania placówki kształciło się tam ok. 200 uczennic.
Szkoła została zamknięta przez władze pruskie czasowo w 1904 z powodu nauczania po polsku. Zakaz działalności cofnięto po zażaleniu, które Estkowska wysłała do ministerstwa oświaty w Berlinie. Placówkę zamknięto na stałe 1 kwietnia 1905. Pensja Estkowskiej była pierwszą zamkniętą żeńską szkołą w Poznaniu. Wiadomość odbiła się szerokim echem. Władze nie pozwoliły otworzyć innej szkoły na miejsce zamkniętej pensji Estkowskiej. Wychowanki pensji założyły fundusz pieniężny na wsparcie Estkowskiej, która straciła pracę.

## Życie prywatne
W 1849 Antonina Fenrych została żoną Ewarysta Estkowskiego (1820–1856), pedagoga i działacza społecznego. Mieli synów Stefana i Witolda.  
Estkowscy zamieszkali w Poznaniu. Utrzymywali kontakty towarzyskie m.in. z Teofilem Lenartowiczem. W 1854 małżeństwo przeprowadziło się do Ostrowa Wielkopolskiego.  
We współpracy z księgarzem Konstantym Żupańskim krótko po śmierci męża (1856) Estkowska wydała jego pisma. Następnie wyjechała z dziećmi do Mirosławia, gdzie zatrzymała się w domu Seweryna Mielżyńskiego. Pojechała do Poznania, gdy pojawiła się możliwość objęcia posady dyrektorki szkoły żeńskiej. Po zamknięciu placówki wróciła do porządkowania prac męża i ich korespondencji w celu ich publikacji. Zajmowała się tym prawie do końca swoich dni. Estkowska korespondowała również z Józefem Ignacym Kraszewskim.  
Pogrzeb Antoniny Estkowskiej urządzono 14 maja 1913. Pierwotnie została pochowana na cmentarzu parafii św. Marcina przy ul. Towarowej w Poznaniu. Później jej szczątki spoczęły na Cmentarzu Zasłużonych na Wzgórzu Św. Wojciecha w Poznaniu. Jej grób jest bezimienny (kwatera nr 96). Znajduje się w sąsiedztwie grobu Anastazji Warnka (1871–1912) – zasłużonej dla Poznania pedagożki i dyrektorki szkoły żeńskiej.